# Grodziec (Powiat Koniński)
Grodziec (deutsch Grodziec, 1943–1945 Grödschütz) ist ein Dorf und Sitz der gleichnamigen Landgemeinde im Powiat Koniński der Woiwodschaft Großpolen in Polen.

## Gemeinde
Zur Landgemeinde Grodziec gehören 18 Dörfer mit einem Schulzenamt.

## Persönlichkeiten
- Stefan Loth (1896–1936), polnischer Fußballspieler.